# Pietro della Vecchia
Pietro della Vecchia ou Pietro della Vècchia, appelé à tort Pietro Muttoni (Vicenza, 1603 - Venise, 8 septembre 1678), est un peintre vénitien de l'époque baroque et un représentant de l'école vénitienne. Il travailla dans de nombreux genres et créa des pièces d'autel, des portraits, des scènes de genre et des caricatures. Il créa également des pastiches d'oeuvres des principaux peintres italiens du XVIe siècle. Della Vecchia fut recherché en tant qu'expert d'art et fit des valuations d'œuvres d'art. Il travailla la majeure partie de sa vie à Venise, sauf pour un bref séjour à Rome.

## Biographie
Pietro della Vecchia étudia auprès d'Alessandro Varotari (Il Padovanino), duquel il hérita l'intérêt pour la peinture vénitienne du XVIe siècle en particulier de celle du Titien et de Giorgione.
Reconnu pour l'habilité avec laquelle il reproduisait le style des maîtres du XVIe siècle, il est aussi reconnu comme peintre de scènes de genre et de portraits.
En tant que peintre officiel de la république de Venise, il reçut commande pour la réalisation des cartons des mosaïques de la basilique Saint-Marc, qui l'occupa de 1640 à 1673.
Il épousa l'artiste peintre Clorinda Renieri, fille du peintre et commerçant d'art flamand Nicolas Régnier, avec lequel della Vecchia entretenait des rapports d'affaires dans ce domaine.
Pietro della Vecchia mourut le 8 septembre 1678 et fut enterré dans l'église San Canciano à Venise.

## Collections publiques
En Allemagne
- Wurtzbourg, Staatsgalerie (de) : Portrait d'homme

En Autriche
- Vienne, musée d'histoire de l'art : Homme dégainant une épée[3]

En Espagne
- Madrid, musée du Prado : Socrate et deux étudiants

Aux États-Unis
- Art Institute of Chicago : Adoration des mages

En France
- Avignon, musée Calvet : Le Christ et la femme adultère (vers 1650-1655), huile sur toile, 151 × 206 cm[4]
- Musée des beaux-arts de Bordeaux : Le Denier de César[5]
- Musée des beaux-arts de Brest : L'Illumination de saint François Borgia, huile sur toile, 161 x 109 cm[6]
- Musée des beaux-arts de Carcassonne : Le Muletier et La femme du Muletier
- Musée des beaux-arts de Dole : La Leçon de géométrie[7]
- Musée des beaux-arts de Nantes : Le Devin Tirésias se métamorphosant en femme[8]
- Musée des beaux-arts d'Orléans : La Charité romaine, 1640, huile sur toile, 92 x 71 cm[9]
- Musée des beaux-arts de Pau : Tobie prélevant le cœur et le foie du poisson
- Musée des Augustins de Toulouse : Neptune menaçant les vents, 1650 environ, huile sur toile, 99 x 74,5 cm[10]

En Grèce
- Athènes, Pinacothèque nationale : Christ sur le mont des Oliviers[11]

En Italie
- Bergame, Académie Carrara : Allégorie de la Vérité (1654)
- Rovigo, pinacothèque du Palazzo Roverella : Le Banquet de Baldassare
- Venise, Ca' Rezzonico :
  - Suzanne et les vieillards
  - Cléopâtre
  - Marco Gussoni dans le Lazaret de Ferrare
  - Tête de jeune homme au bonnet
  - Sanson
  - Vénus et Bachus
- Galeries de l'Académie de Venise
  - Œuvre votive, 1640 [12]
- Venise, église San Lio : Crucifixion (1633)
- Vicence Demoiselle de qualité avec un enfant Teatro Olimpico

En Russie
- Moscou, château de Kouskovo : Samson et Dalila
- Saint-Pétersbourg, musée de l'Ermitage :
  - Portrait d'Aloisio Garzoni[13]
  - Buste de soldat

En République tchèque
- Prague, Galerie nationale : Le Spadassin rouge

## Galerie

Œuvres de Pietro della Vecchia
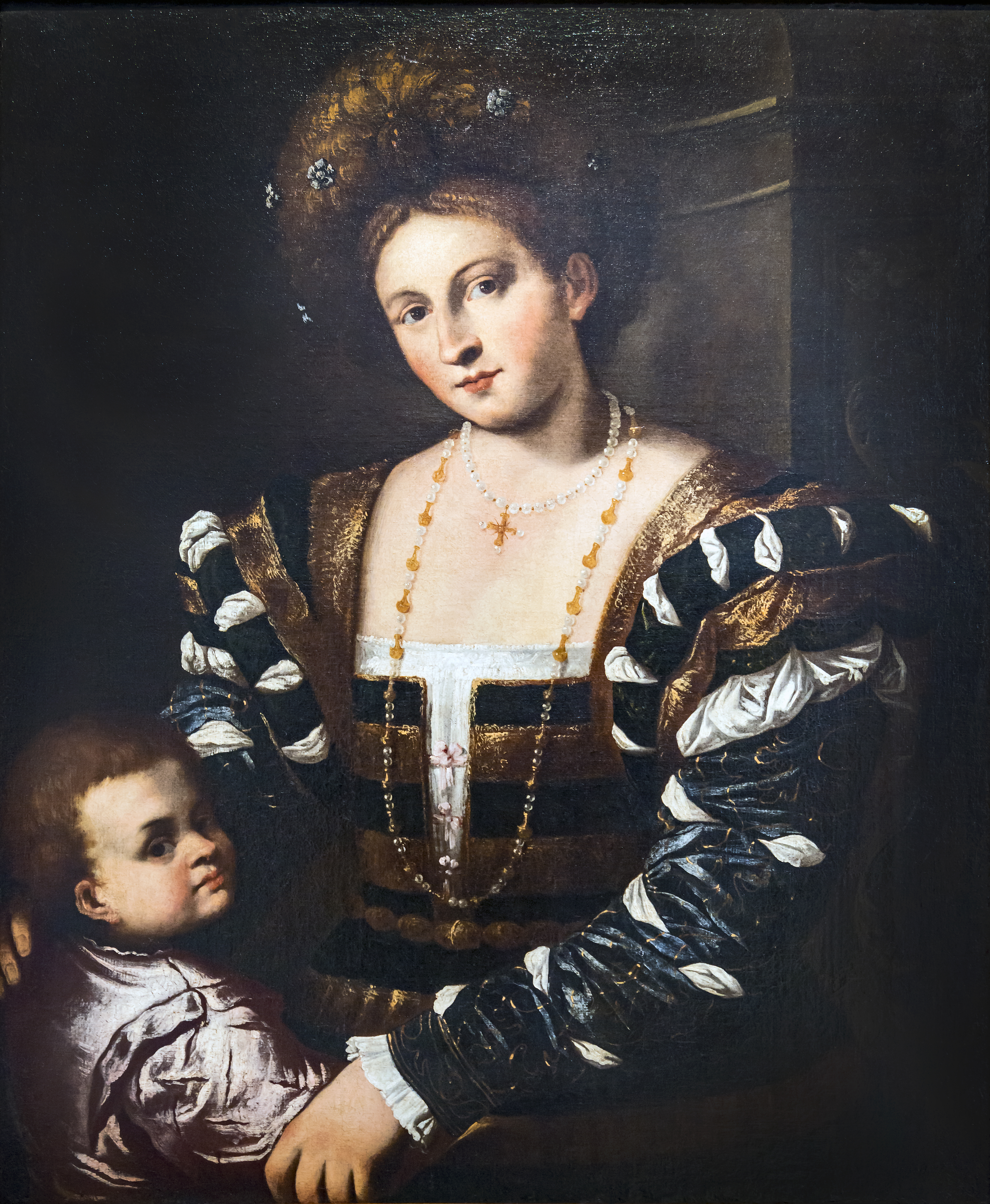
Demoiselle de qualité avec un enfant, Teatro Olimpico Vicence.
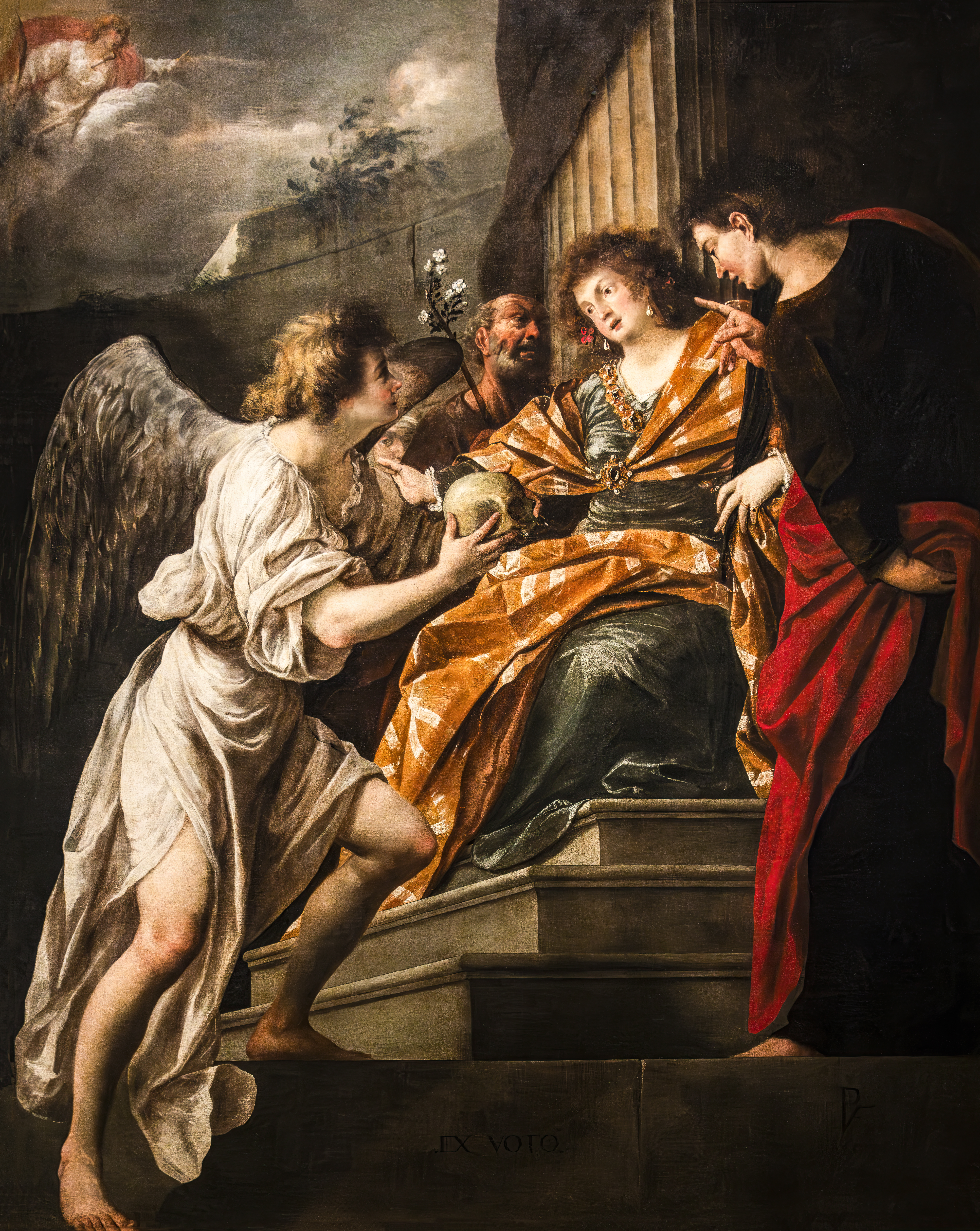
Œuvre Votive Galeries de l'Académie de Venise
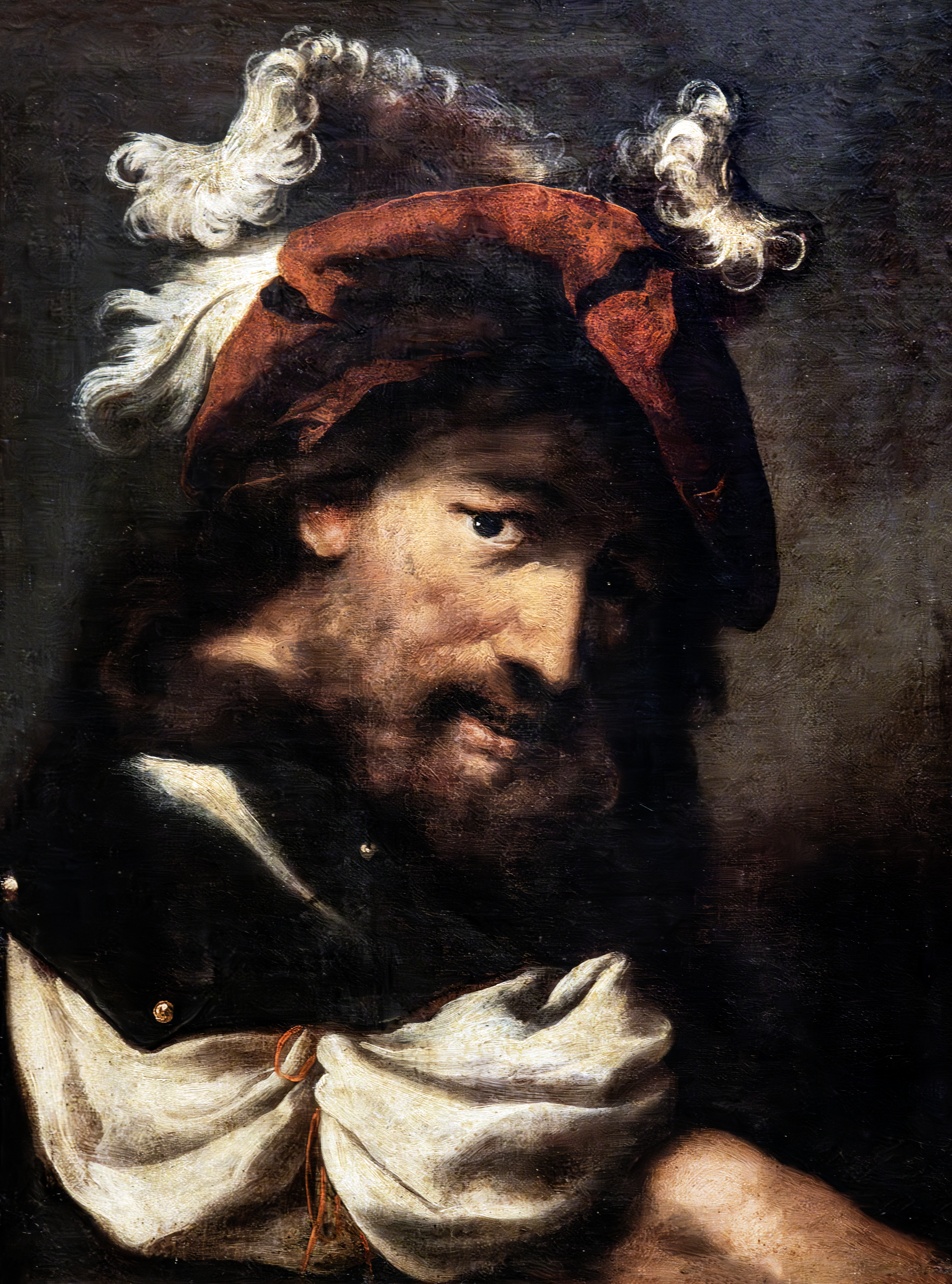
Tête de guerrier Museo civico di Santa Caterina - Trévise
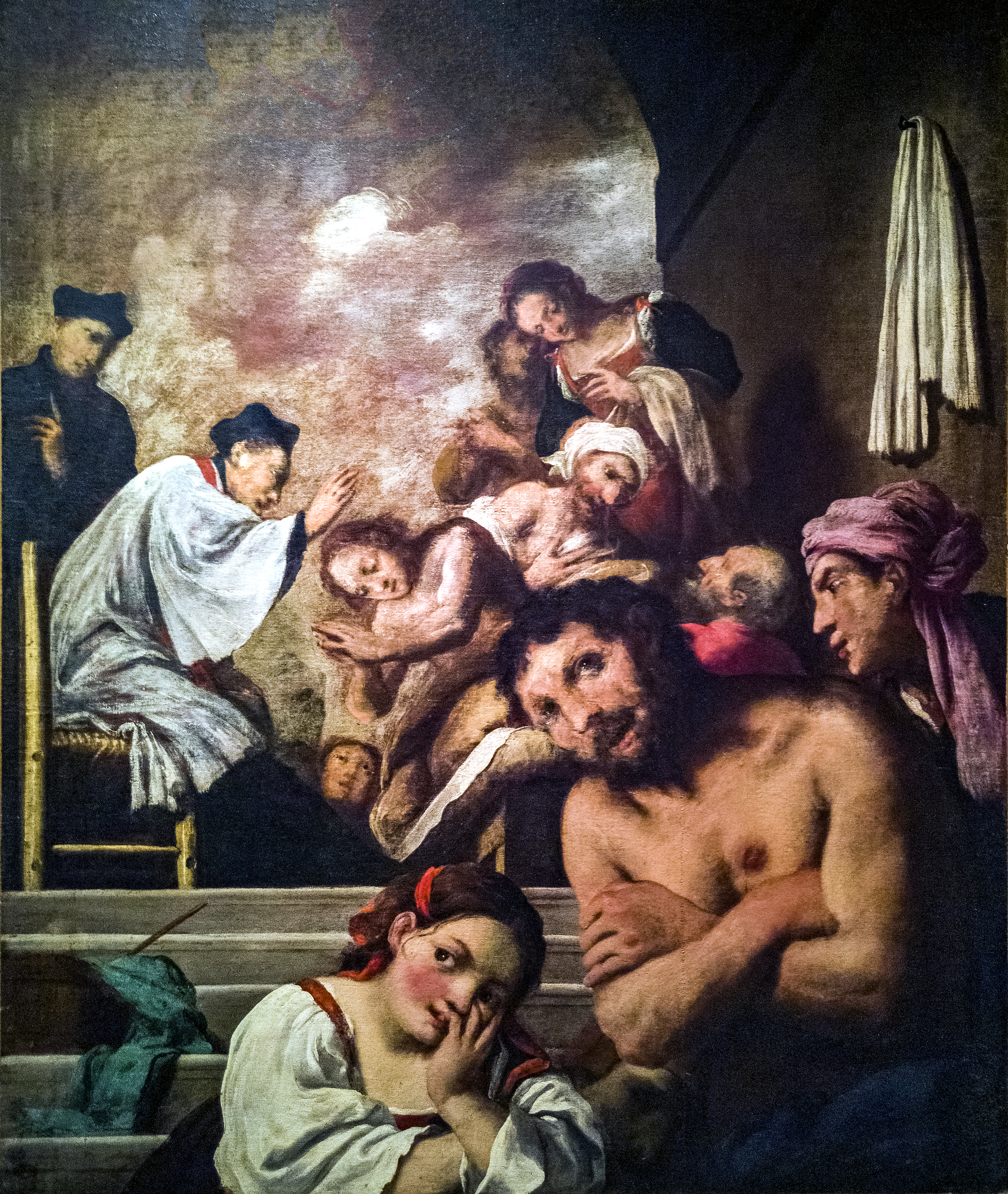
Marco Gussoni dans le lazaret de Ferrare, Ca' Rezzonico, Venise.
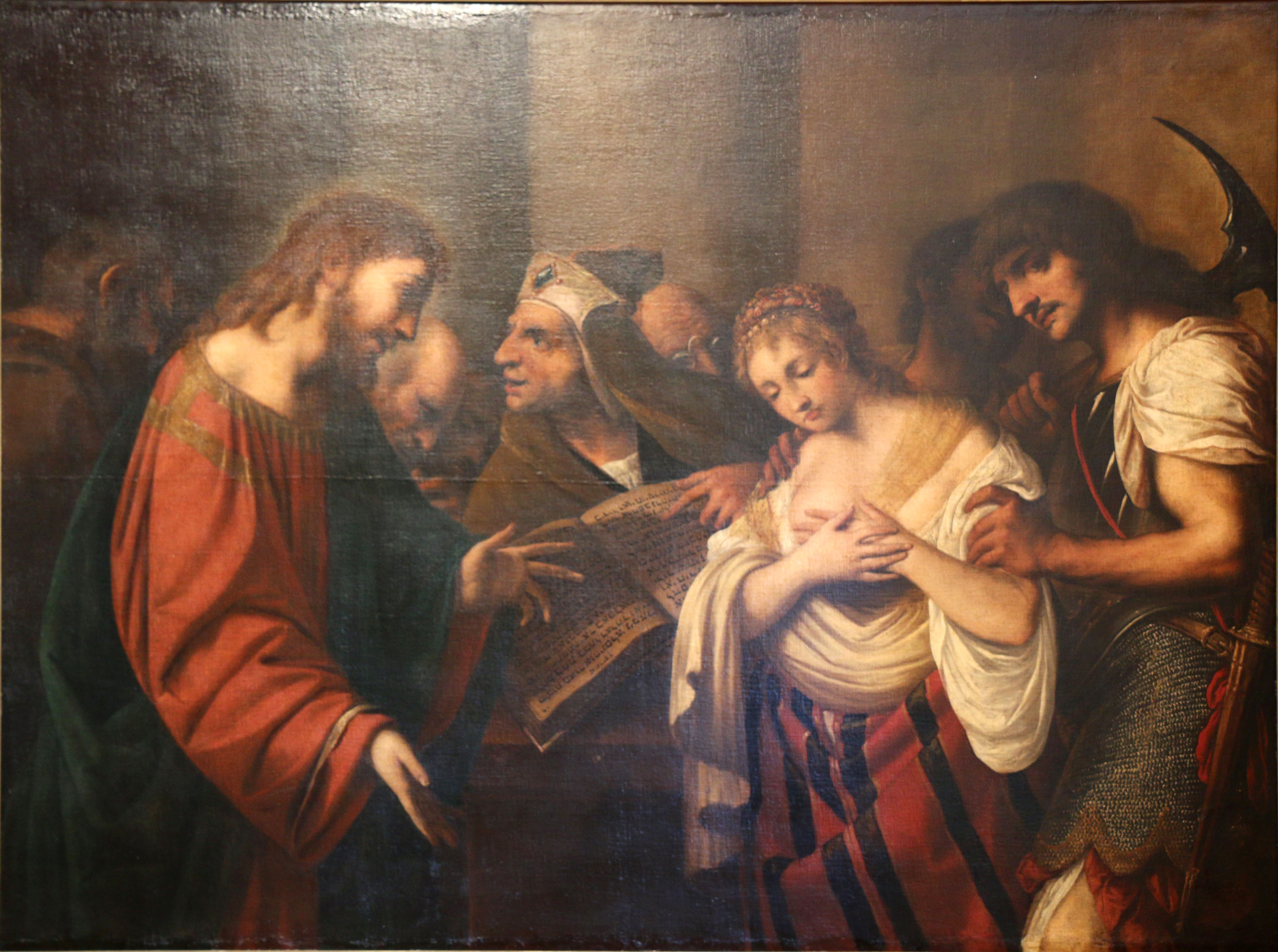
Le Christ et la femme adultère, Avignon, musée Calvet.
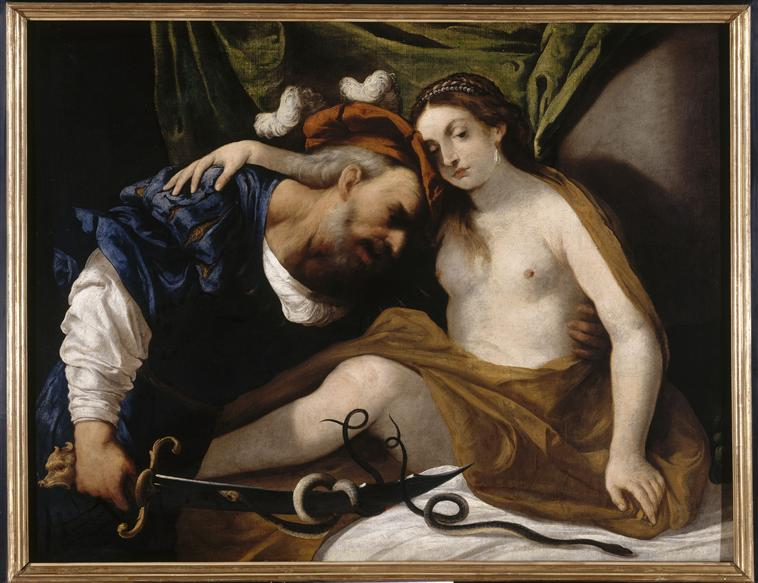
Le Devin Tirésias se métamorphosant en femme, musée des beaux-arts de Nantes.
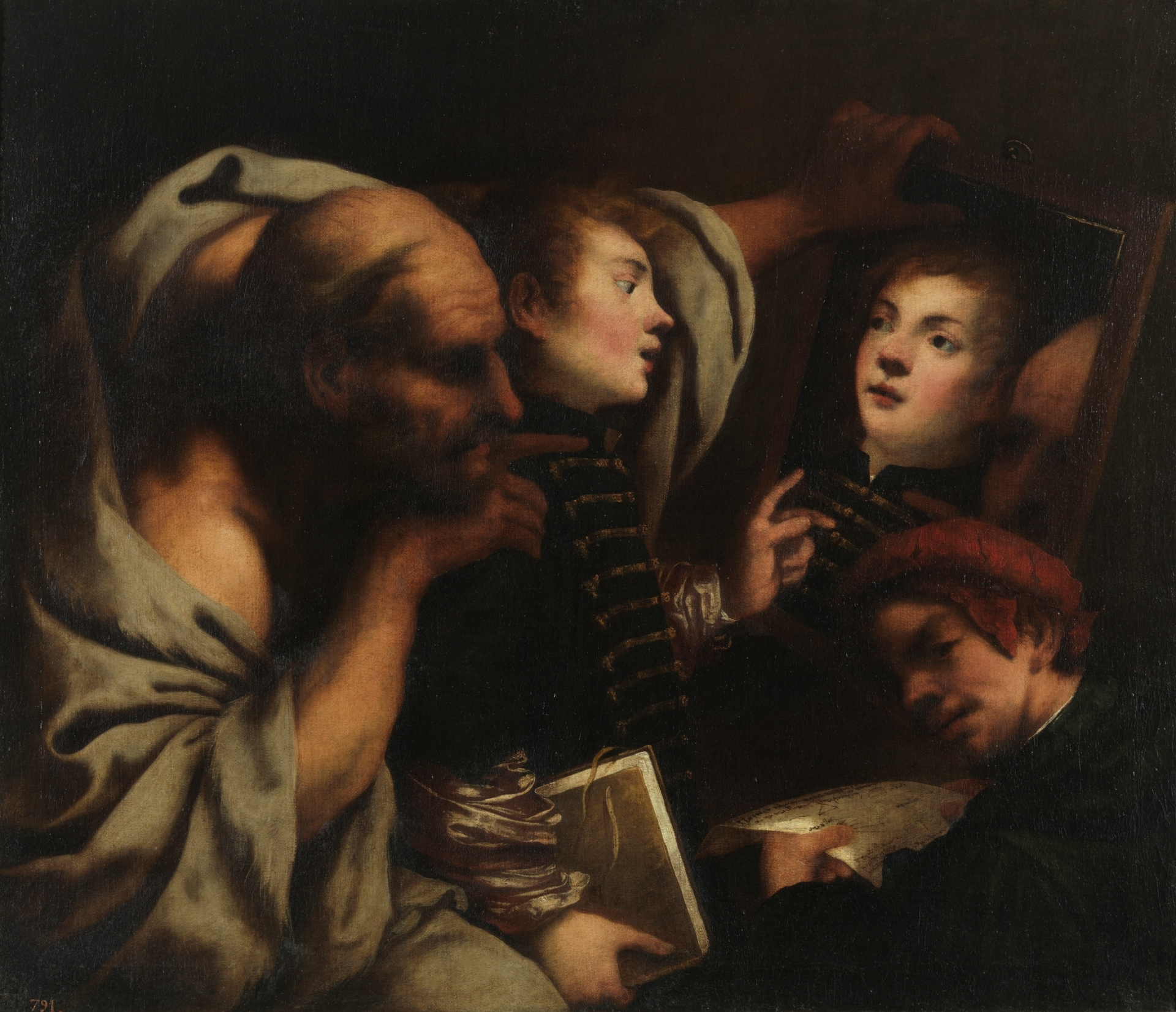
Socrate et deux étudiants, Madrid, musée du Prado.
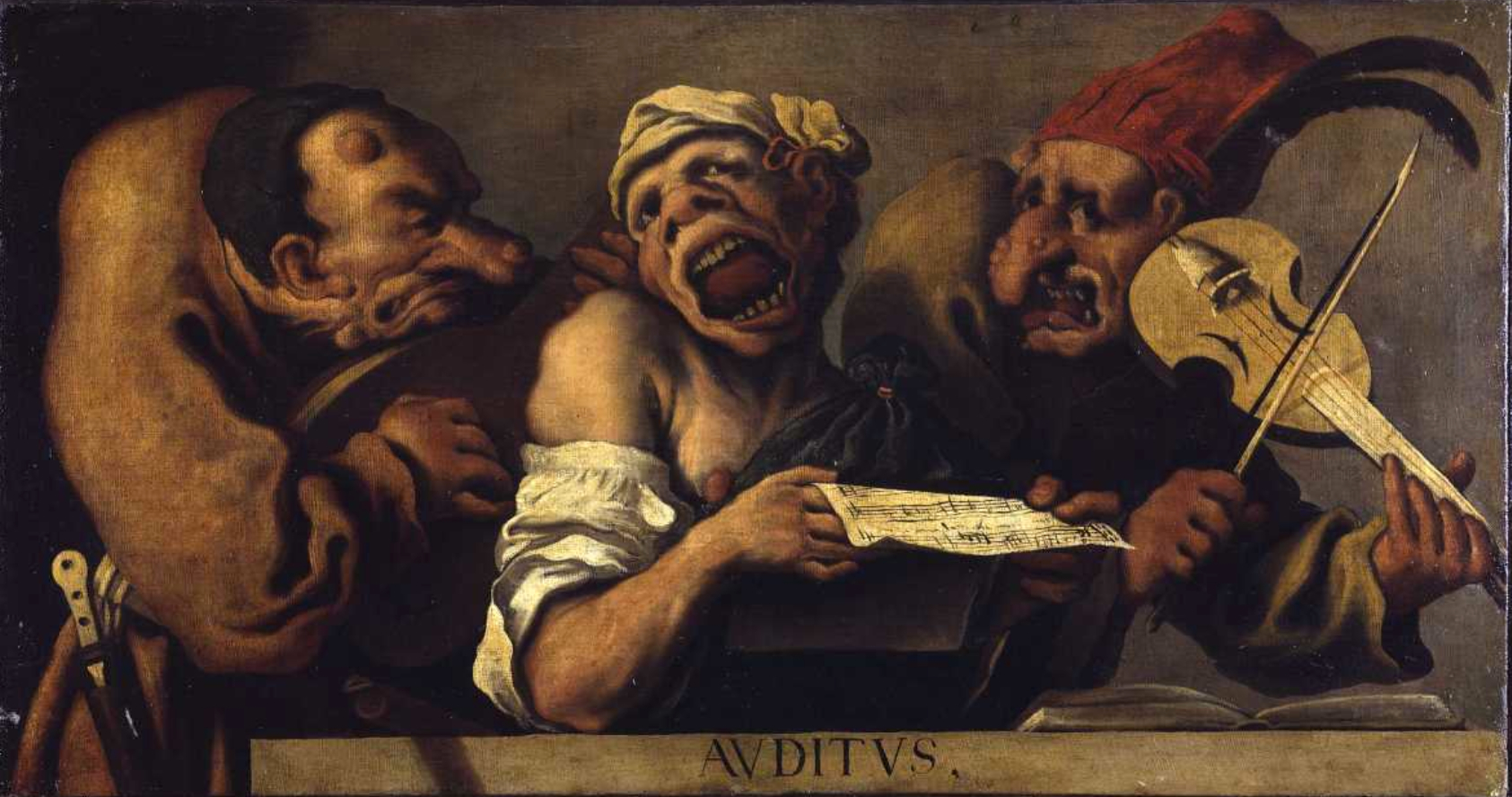
Allégorie de l'ouïe, collection Scarpa, Venise.
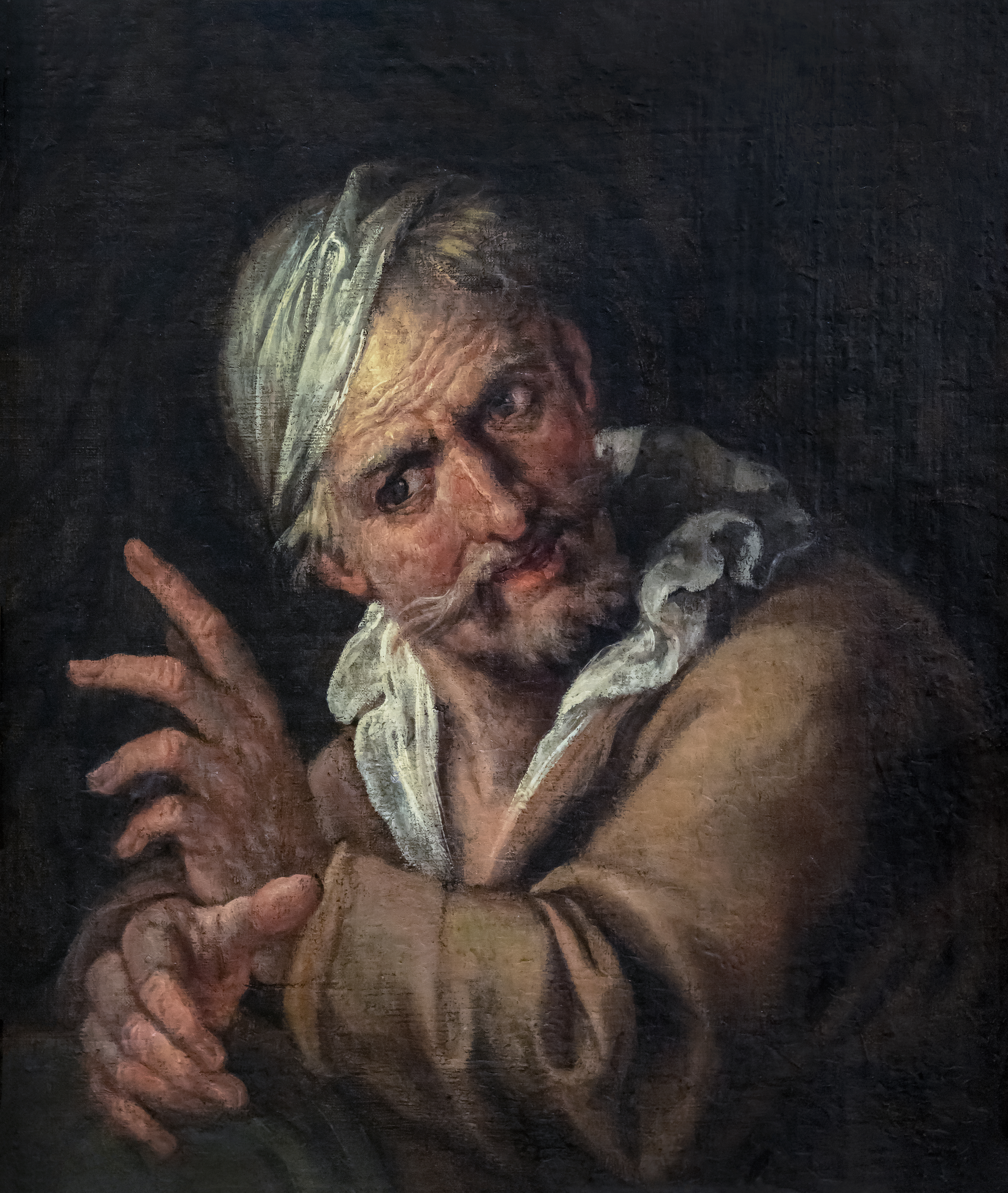
Le Muletier, musée des beaux-arts de Carcassonne.
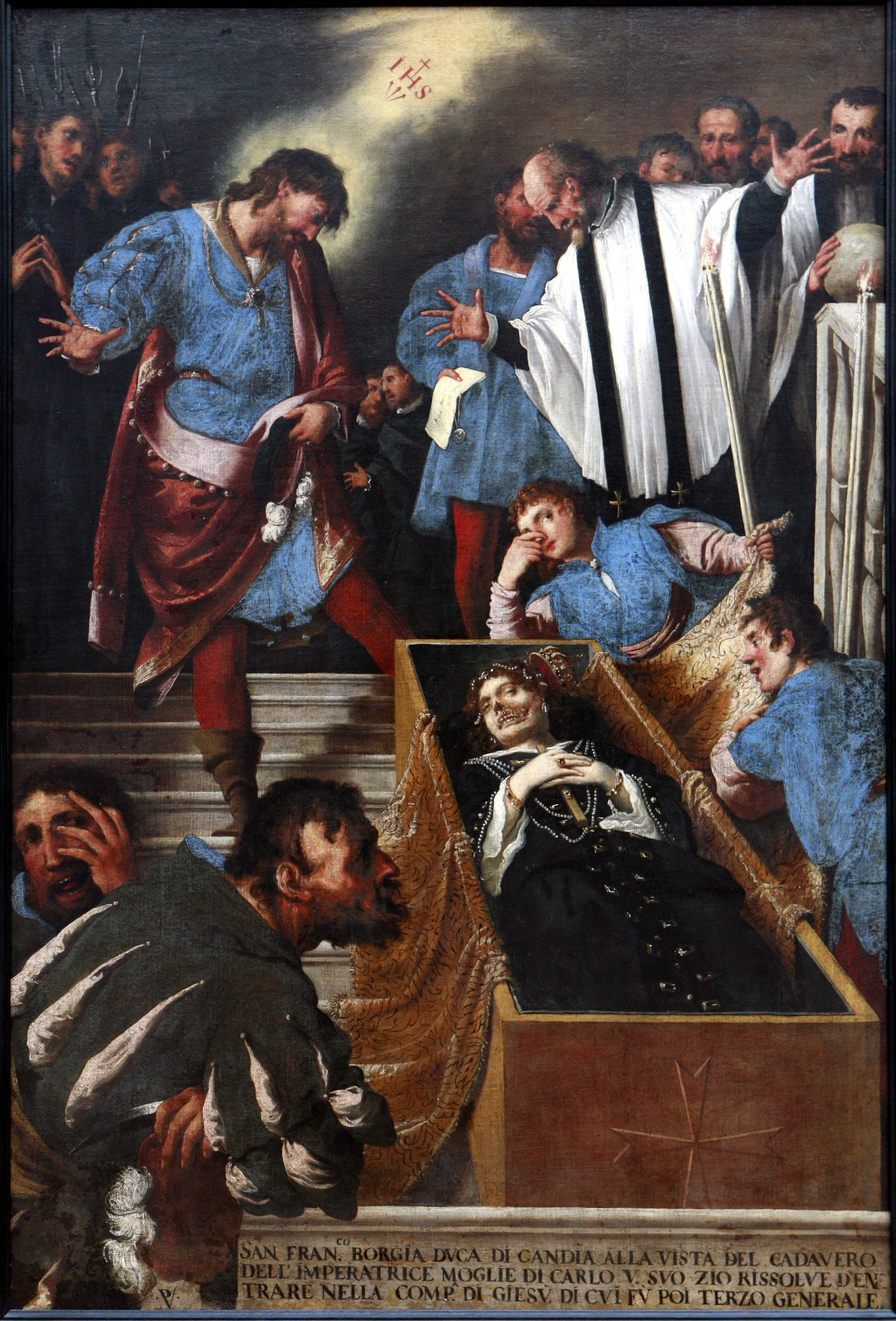
L'Illumination de saint François Borgia, musée des beaux-arts de Brest.
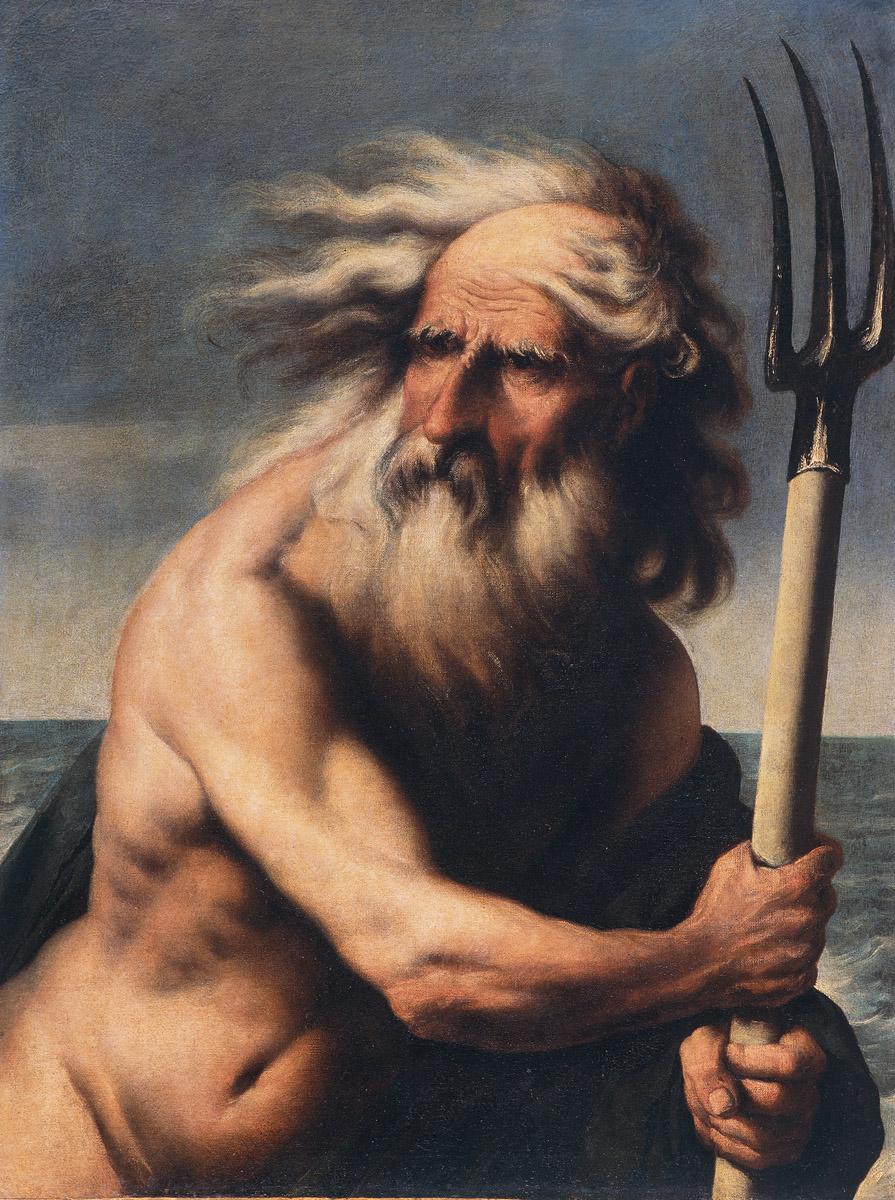
Neptune menaçant les vents, Musée des Augustins, Toulouse

### Source
- (it) Cet article est partiellement ou en totalité issu de l’article de Wikipédia en italien intitulé « Pietro della Vecchia » (voir la liste des auteurs).